# هنري انجلوا
هنري انجلوا (بالفرنسية: Henri Langlois)‏ هو موظف مدني فرنسي، ولد في 13 نوفمبر 1914 في إزمير في تركيا، وتوفي في 13 يناير 1977 في باريس في فرنسا بسبب نوبة قلبية.

## وصلات خارجية
- هنري انجلوا على موقع IMDb (الإنجليزية)
- هنري انجلوا على موقع الموسوعة البريطانية (الإنجليزية)
- هنري انجلوا على موقع مونزينجر (الألمانية)
- هنري انجلوا على موقع ألو سيني (الفرنسية)
- هنري انجلوا على موقع أول موفي (الإنجليزية)
- هنري انجلوا على موقع قاعدة بيانات الأفلام السويدية (السويدية)
- هنري انجلوا على موقع قاعدة بيانات الفيلم (الإنجليزية)
- هنري انجلوا على موقع كينوبويسك (الروسية)